# 茂名市广播电视台
茂名市广播电视台（MMRT），简称茂名台，是中华人民共和国广东省茂名市的市级广播电视媒体，茂名市文化传媒集团成员单位，目前拥有两条电视频道、两条广播频率，以及视听门户网站茂名视听网、新媒体平台龙眼直播。其中，电视频道除粤语民生资讯节目《一线关注》及部分粤语商业广告外，其余节目皆以普通话播出。广播频率则以普通话、粤语广播。

## 历史

### 电台
1958年9月1日，茂名電臺籌建處成立。1961年10月1日，茂名人民广播电台使用频率920千赫正式发射播出，全天共播音6小时30分钟，播出《茂名新聞》《茂名戰鼓》《油城生活》《科學與生活》《老羌頭》等節目。1962年3月到1983年年底停播，改为有线广播站建制形式，曾先后呼号“茂名有线广播电台”“茂名人民有线广播电台”“茂名人民广播站”，并设置两套节目，第一套节目对市区广播，自办节目以普通话为主，粤语重播。第二套节目对郊区广播，自办节目以粤语为主。
1984年1月1日，茂名人民广播电台使用頻率1098千赫恢复大气广播，每天播音10小時40分鐘。1988年，茂名电台推出节目主持人采、编、播合一的直播大板块节目，是广东省地市级电台中最先实行以节目主持人形式直播节目的广播电台。1999年，茂名电台除使用1098千赫频率和调频97.6兆赫播出外，还增加用调频106.1兆赫频率播出。2004年6月，调频97.6兆赫更改为101.1兆赫后，呼号调整为“农村之声”，定位为音乐频率，原“综合广播”调频106.1兆赫则定位为新闻频率。2013年1月1日，茂名人民广播电台旗下两套广播频道互换频率和呼号，也就是FM101.1是“综合广播”，FM106.1是“农村之声”。2014年12月29日，经过2年多的频率申办和2个多月的节目筹备，茂名交通广播FM93.5正式开播，听众可透过该频率即时收听了解到茂名最新的交通路况。2016年12月28日，茂名交通广播在SUN·地潮创城启用粤西地区首个户外直播室。2022年11月4日24时，茂名农村之声广播停播。

### 电视
1984年7月，茂名电视台正式成立，每周六晚上定期在十频道（后称茂名电视二台）发播一期《茂名新闻》，每期10至15分钟，分别用普通话和粤语播出，周日晚上和周一晚上重播。1987年6月，自制首部两集电视剧《百花女》。1988年2月12日，茂名电视台十八频道（后称茂名电视一台）正式开播，覆盖全市大部分地区及湛江市、阳江市部分地区。1989年，为庆祝茂名电视台成立5周年组织摄制《油城唱春》晚会，并首次在茂名制作大型电视系列专题片《啊，茂名》。1999年2月17日，推出首个文娱栏目《轻松25分》。
1990年10月12日，茂名有线广播电视台成立，并于1991年5月1日正式呼号播出，1992年，开办每天一期的粤语新闻节目。1995年3月10日，茂名有线电视台更名为茂名有线广播电视台，并于同年10月1日试办茂名有线电视经济台频道，后于1996年停播。1997年8月29日创办图文频道，传输沪深两地股市即时行情和有关时事、经济资讯信息。1999年9月3日，播出的自办电视节目使用“茂名有线电视台”呼号和台标。 
2003年6月，两台合并到茂名市广播电视台后，原茂名电视台频道整合更名为茂名电视综合频道，原茂名有线电视台频道整合更名为茂名电视公共频道。2021年1月8日起，综合频道、公共频道正式开始高标清同步播出。

### 建制
1980年12月成立茂名市广播事业局，下设办公室。1983年10月，茂名市广播事业局改为茂名市广播电视台，保留茂名市广播电视局名称。1984年4月，茂名市广播电视局实行局台合一管理，对外挂茂名人民广播电台、茂名电视台牌子。1992年8月27日，茂名电视台从茂名市广播电视局析出。2003年6月，原茂名人民广播电台、茂名电视台、茂名有线广播电视台正式合并为茂名市广播电视台。2004年2月28日，随广东省广播电视系统集团化改革加入南方广播影视传媒集团。2014年2月25日，茂名市文化传媒集团正式挂牌成立，茂名市广播电视台成为其下属单位。

## 频道

### 电视
- 茂名电视综合频道
- 茂名电视文化生活频道（前稱公共頻道，2023年4月更名）

### 电台
- 茂名综合广播（FM101.1）
- 茂名交通广播（FM93.5）
- 茂名农村之声（FM106.1，已停播）

## 电视栏目

### 茂名电视综合频道
- 茂名新闻联播
- 新闻聚焦
- 一线关注（粤语）
- 全媒时代

### 茂名电视文化生活频道
- 零距离
- 地税之窗
- 茂商天下
- 茂名好人
- 警讯
- 百姓大舞台
- 茂名卫生计生
- 法庭内外
- 创客时代